# Ảnh hưởng sức khỏe của rượu vang

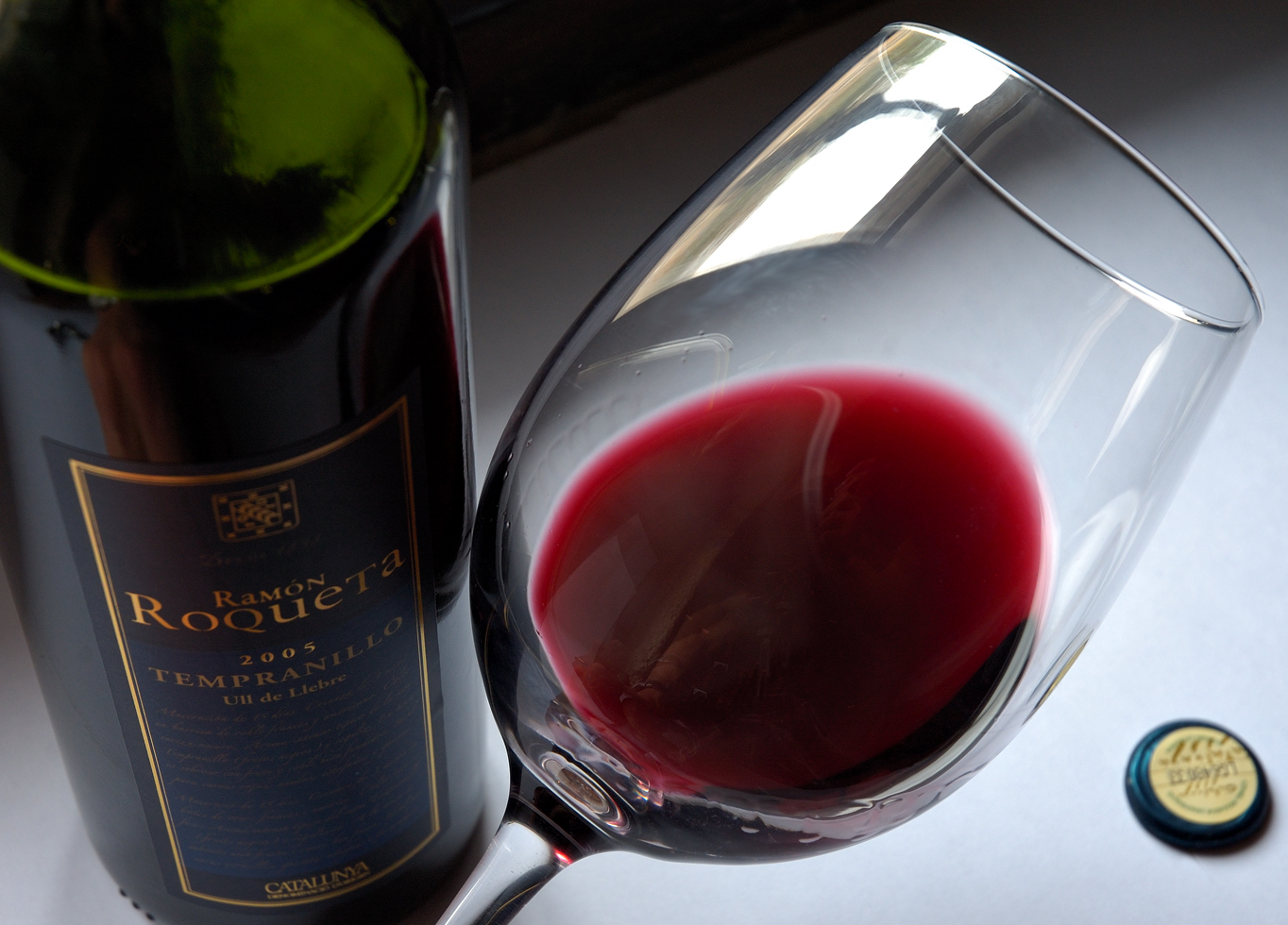
Một ly rượu vang

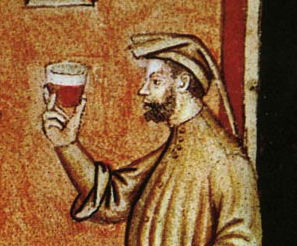
Rượu vang có một lịch sử lâu đời trong thế giới y học và sức khỏe.

Ảnh hưởng sức khỏe của rượu vang chủ yếu được quyết định bởi thành phần hoạt tính của rượu. Một số nghiên cứu cho thấy uống một lượng nhỏ rượu (tối đa một ly tiêu chuẩn mỗi ngày đối với phụ nữ và một đến hai ly mỗi ngày đối với nam giới) có mối liên quan đến việc giảm nguy cơ mắc bệnh tim, đột quỵ, đái tháo đường, hội chứng chuyển hóa và tử vong sớm. Tuy nhiên, các nghiên cứu khác lại không tìm thấy những hiệu quả như vậy.
Uống nhiều hơn lượng tiêu chuẩn làm tăng nguy cơ mắc bệnh tim, huyết áp cao, rung tâm nhĩ, đột quỵ và ung thư. Kết quả hỗn hợp cũng cho thấy liên hệ trong uống rượu nhẹ và tử vong do ung thư.
Nguy cơ cao hơn ở những người trẻ tuổi do uống rượu say (nhậu nhẹt) có thể gây ra các vụ bạo lực hay tai nạn. Ước tính hoảng 88.000 ca tử vong mỗi năm ở Mỹ  là do rượu. Nghiện rượu làm giảm khoảng mười năm tuổi thọ của một người và tiêu thụ rượu quá độ là nguyên nhân đứng hàng thứ ba gây tử vong sớm ở Hoa Kỳ. Theo các đánh giá có hệ thống và các hiệp hội y tế, những người không uống rượu không nên bắt đầu uống rượu vang.
Rượu vang đã có lịch sử sử dụng lâu đời như một phương thuốc sơ khai, được khuyên dùng như một cách thay thế an toàn cho nước uống, thuốc sát trùng để điều trị vết thương, hỗ trợ tiêu hóa và chữa lành nhiều chứng bệnh bao gồm đờ đẫn, tiêu chảy và đau khi sinh con. Giấy cói Ai Cập cổ đại và bảng viết Sumerian có từ năm 2200 trước Công nguyên đã trình bày chi tiết về những công dụng dược liệu của rượu vang và làm rượu vang trở thành loại thuốc lâu đời nhất trên thế giới mà do con người bào chế ra.:433 Rượu vang tiếp tục giữ vai trò lớn trong nền y học cho đến cuối thế kỷ 19 và đầu thế kỷ 20, khi những thay đổi về quan điểm cũng như nghiên cứu y học về rượu và chứng nghiện rượu khiến người ta đặt những nghi vấn về vai trò của nó như là một phần của lối sống lành mạnh.